# Sessualità

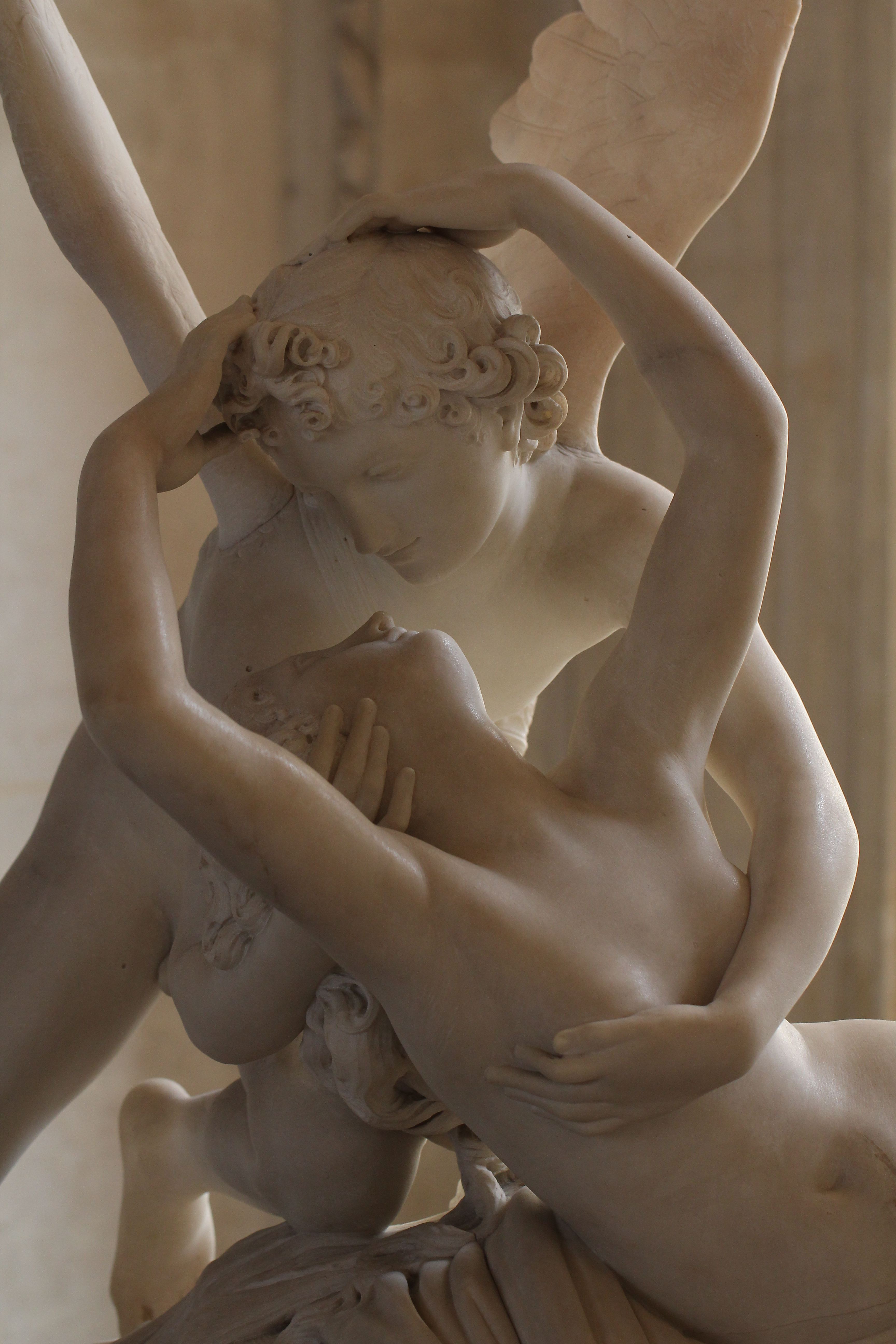
Dettaglio di Amore e Psiche, il celebre gruppo scultoreo di Antonio Canova (Museo del Louvre, Parigi).

La sessualità, in ambito umano, è un aspetto fondamentale e complesso del comportamento che riguarda da un lato gli atti finalizzati alla riproduzione e alla ricerca del piacere, e da un altro anche gli aspetti sociali che si sono evoluti in relazione alle caratteristiche diverse dei generi maschile e femminile. L'ambito sessuale investe la biologia, la psicologia, la cultura e la società riguardando la crescita dell'individuo e coinvolgendo anche tutta la sua vita relazionale, oggetto di studio anche dell'etologia umana.
Il termine "sessualità" quindi è riferito più specificatamente agli aspetti psicologici, sociali e culturali del comportamento sessuale umano, mentre col termine "attività sessuale" ci si riferisce più specificatamente alle pratiche sessuali vere e proprie.

## Storia

### La consapevolezza della sessualità e i primi studi storici
La storia della sessualità è essenzialmente la storia della presa di coscienza da parte dell'uomo di questo aspetto della sua vita. La funzione riproduttiva, per noi imprescindibile, non esaurisce il tema della sessualità. Anche l'aspetto biologico tuttavia, il più evidente, solo oggi è stato analizzato con maggior precisione e approfondimento. Prima della scoperta della potenzialità riproduttiva dell'atto sessuale comunque non si può parlare di sessualità come noi la intendiamo: detto in altro modo, non si può parlare di sessualità prima della scoperta della paternità. Tale scoperta avvenne molto probabilmente nel neolitico grazie al diffondersi della pratica dell'allevamento degli animali; la sua rilevanza sociale, dovuta alla funzione riproduttiva, fondamentale per la sopravvivenza del gruppo, introdusse nella pratica sessuale una serie di sempre maggiori divieti e tabù. Tali divieti e tabù erano volti a limitare la pericolosa libertà di cui fino ad allora la sessualità, priva di una qualsiasi finalità se non quella del piacere/oliante sociale (vedi bonobo), aveva sempre goduto. L'uomo si vide dunque costretto a regolare in modo drastico la pulsione sessuale, mentre la pulsione della fame proprio in quei secoli veniva più facilmente soddisfatta grazie alla nascita dell'agricoltura e dell'allevamento degli animali.
La sessualità umana fu inizialmente presa in considerazione, dalla comunità scientifica-accademica, solo in relazione alle malattie a essa associate. Nel 1886 il neurologo e psichiatra Richard von Krafft-Ebing divulgò l'opera Psychopathia sexualis, in cui le patologie sessuali vengono collegate alle patologie psichiatriche.
A partire dal 1905 il filosofo austriaco Sigmund Freud pubblicò varie opere in cui la sessualità viene posta al centro dell'attenzione relativamente all'influenza che essa può avere sull'insorgenza di alcuni disturbi mentali e le loro manifestazioni polimorfe. La teoria freudiana sull'origine delle nevrosi fu rivoluzionaria per l'epoca, e per questo anche notevolmente avversata, ma costituì una innovativa concezione della sessualità quale elemento preminente e fortemente condizionante la vita degli individui fin dalle prime fasi di vita.
Nel 1948 e nel 1953 fu pubblicato in America il Rapporto Kinsey, rispettivamente sul comportamento sessuale dell'uomo e della donna. Con i suoi studi sulle consuetudini sessuali, Kinsey descrisse una realtà sessuale statisticamente documentata con più di 17.000 interviste, condotte fra il 1938 e il 1956, in cui venivano riportati dati particolareggiati (e sconvolgenti per l'epoca) sulle pratiche sessuali di uomini e donne americani.
Il ginecologo William Masters e la psicologa Virginia Johnson pubblicarono il libro Human Sexual Response nel 1966 e Human Sexual Inadequacy nel 1970, testi in cui viene affrontato in modo approfondito lo studio della fisiologia sessuale umana. Il loro intento, a differenza del report statistico di Kinsey, era quello di considerare l'argomento da un punto di vista clinico-terapeutico. Gli strumenti da loro utilizzati, nell'osservazione delle risposte anatomo-fisiologiche (nella masturbazione e nei rapporti sessuali) di circa 700 volontari, nel corso di 11 anni, comprendevano strumenti di misura delle reazioni fisiologiche e apparecchi fotografici e cinematografici per la registrazione delle aree anatomiche interessate.
Nel 1974, la psichiatra americana Helen Singer Kaplan, con il suo testo Nuove terapie sessuali, nel 1979 con I disturbi del desiderio e successivamente con altre opere sulle alterazioni della sessualità, propose una nuova visione della sessuologia, più "illuministica" e aderente alla realtà della moderna scienza sessuologica, oltre a un insieme di tecniche di intervento per curare le disfunzioni sessuali: metodi di derivazione comportamentistica, affiancati da terapia psicoanalitica.

### Gli studi più recenti
Recenti studi sulla sessualità hanno messo in luce quanto gli aspetti sessuali siano di fondamentale importanza per la costruzione dell'identità personale e per l'evoluzione in senso sociale dell'individuo:
()
Aspetti ancora irrisolti della ricerca scientifica riguardano la spiegazione del perché i comportamenti sessuali siano così vari, perché si passi in un continuum da quelli che possono essere denominati "gusti sessuali" considerati normali, ad altre modalità di comportamento sessuale meno comuni, fino a estremi che vengono considerati aberrazioni, e fino a quanto ciò che è denominato "perversione" è considerato patologia.
Gli interrogativi riguardano soprattutto il perché il piacere sessuale sia legato a un comportamento variegato e specifico di ogni singolo individuo. La sessualità umana appare così legata a una dimensione personale, individuale. La ricerca su tali interrogativi ha chiamato in causa lo studio della neuropsicofisiologia che genera quel particolare tipo di piacere che viene avvertito come "sessuale".
Le ricerche in proposito dicono che la qualità di questo piacere non dipende da recettori periferici particolari o da parti del sistema nervoso specifiche, come avviene per altre sensazioni, ma che tutto ciò viene elaborato come tale a livello di sistema nervoso centrale, soprattutto a livello corticale, a partire dalla globalità dell'esperienza individuale, sia sensoriale sia interiore. Questo spiega l'aspetto essenzialmente psichico della variabilità individuale della sessualità: nessuno ha un cervello uguale a quello di un altro. La genetica determina la formazione del cervello, ma la sua microstruttura e la sua funzionalità dipendono dall'esperienza: questa è diversa da individuo a individuo. L'ereditarietà infatti, da sola, non spiega l'individuo. La mente si forma partendo da basi biologiche che subiscono l'influenza dell'ambiente, e la sessualità è una dimensione "particolare" della mente umana e quindi diversa da soggetto a soggetto. Così si spiegano tutti i collegamenti con le immagini interiori (l'immaginario erotico) e le memorie che condizionano l'attrazione sessuale, l'innamoramento e l'eccitazione, fino all'orgasmo.
Gli studi neurofisiologici, dimostrando il massiccio coinvolgimento delle zone neurali che elaborano le emozioni, sembrerebbero contraddire questa interpretazione. La sessualità umana sarebbe allora definibile come una emozione, e come tutte le emozioni essa si manifesta anche somaticamente. Peculiarità della emozione sessuale umana, rispetto ad altre emozioni, è la più grande ed evidente manifestazione somatica, che concerne i genitali.
Da tali studi derivano inoltre indicazioni per una terapia essenzialmente psicologica delle cosiddette disfunzioni sessuali, che verrebbero interpretate più che come reali disfunzioni, originate cioè da qualche causa che ha turbato la funzione normale del sistema cui si riferiscono, come peculiarità funzionali del singolo individuo in relazione alla propria "dimensione sessuale".

## Descrizione

### Identità di genere
Prima che in relazione all'atto sessuale vero e proprio la sessualità dell'individuo comprende tutti quegli aspetti che differenziano i maschi (uomini) dalle femmine (donne). Ogni individuo fin dalla nascita è accolto e trattato anche in base alla sua appartenenza biologica a uno dei due sessi e crescendo si costruisce un'identità sessuale in base ai rapporti con l'ambiente familiare e culturale in cui è inserito.
Tutte le sue relazioni con gli altri si impostano in base al sesso, anche prima di raggiungere la maturità sessuale.
Una divisione basata sull'identità di genere è più complessa di una basata semplicemente sui comportamenti sessuali in quanto l'identità dell'individuo è più difficile da definire e ogni essere umano ha una concezione diversa della propria identità sessuale e del ruolo di genere che può derivarne.
Si possono distinguere:
- maschile;
- femminile;
- ermafrodito o ermafrodita/intersessuale (persone nate con caratteristiche biologiche ibride);
- transessuale/transgender (persone nate biologicamente con caratteristiche sessuali maschili o femminili ma che hanno compiuto un percorso di transizione verso l'identità di genere del sesso opposto).

La sessualità umana può essere inoltre concepita come una parte della vita sociale degli uomini, governata da regole di comportamento e dallo status quo. Così, si dice, la sessualità influenza le norme sociali e la società per converso influenza i modi in cui la sessualità può essere espressa. Dall'invenzione dei mass media, film e pubblicità hanno dato alla sessualità maggiori opportunità di modificare l'ambiente in cui viviamo.

### Modelli sociali
Pur partendo sempre dai due generi sessuali, società diverse adottano modelli sociali molto diversi tra loro, per esempio nella gestione della famiglia (patrilinearità o matrilinearità), della società (patriarcato o matriarcato) nella distribuzione del lavoro, ecc.
Tali differenze riguardano il modello stesso di famiglia. A seconda del numero di persone coinvolte nella relazione sessuale, abbiamo:
- monogamia;
- poligamia;
- poliandria;
- poliginia.

### Influenze sociali
Il comportamento sessuale umano è in molti individui influenzato, o pesantemente compromesso, dalle regole della cultura in cui l'individuo vive. Esempi di queste norme sono la proibizione di rapporti sessuali prima del matrimonio, o contro l'omosessualità, o altre attività, poiché le religioni proibiscono tali attività (vedi tabù). A volte, se non nella maggior parte dei casi, questi comportamenti indotti culturalmente, non riflettono le naturali inclinazioni sessuali dell'individuo. Coloro che desiderano esprimere una sessualità dissidente sono spesso forzati a formare subculture all'interno della cultura principale.

### Esseri umani
Gli impulsi sessuali, negli umani, sono generalmente dovuti a fattori genetici, chimici, comportamentali che producono un desiderio erotico che è spesso frutto di un particolare orientamento sessuale. Il comportamento sessuale dell'uomo non è necessariamente collegato all'orientamento sessuale reale o dichiarato dell'individuo. L'indole umana può, infatti, coinvolgere parti del corpo fisiche, cognitive, emozionali; questo può accadere volontariamente e non; ecco che quindi l'etichetta del tipo di sessualità può essere applicata.

### Tipi di sessualità
Una prima divisione sui tipi di sessualità può essere fatta sulla base del grado di attrazione sessuale e di interesse oppure desiderio per il sesso:
- a-sessualità;
- demi-sessualità;
- sessualità (della popolazione generale);
- sessualità ossessiva (eccessiva).

Facendo eccezione per l'asessualità, ciascuno dei tipi di sessualità appena annoverati, tutti distinti sulla base del grado di interesse per il sesso, si può ulteriormente distinguere per un orientamento sessuale (omosessualità, bisessualità, eterosessualità...) oppure un comportamento sessuale (bi-curiosità, etero-curiosità...) caratterizzato e distinto dagli altri in base al genere sessuale verso cui si prova attrazione. Va ricordato che solo una parte dei ricercatori e dei sessuologi include l'asessualità come quarta categoria fra i seguenti orientamenti sessuali, distinti tra loro sulla base del genere sessuale attrattivo.
Una seconda e semplificativa divisione sui tipi di sessualità, come già accennato, è appunto basata sul genere sessuale (maschio, femmina, ermafrodito o ermafrodita, transessuale) verso cui si prova attrazione:
- omo-sessualità;
- bi-sessualità;
- etero-sessualità;
- androgino-filia;
- ginandro-morfofilia o gine-mimetofilia e andro-mimetofilia.

Ulteriori interessi sessuali, detti parafilie, si potrebbero associare a orientamenti sessuali solo nei casi in cui l'interesse o desiderio sessuale atipico è reiterato e persistente nel tempo.
C'è da sottolineare che la demisessualità indica come la persona abbia bisogno di un certo tipo di legame affettivo con il partner per desiderare un rapporto sessuale, di qualunque tipo esso sia. 
Infatti la demisessualità non indica una sessualità distinta in base al genere sessuale attrattivo, ma alla necessità del fattore affettivo indispensabile per desiderare un rapporto. 
Diversamente l'asessualità è la totale mancanza di interesse per il sesso e non va confusa con la castità, cioè il comportamento di astinenza sessuale temporanea o definitiva, assunta come forma di impegno di solito dovuto a motivazioni di tipo morale o religioso (ad es. celibato). Questa accezione popolare del termine è in realtà impropria: "casto" si contrappone etimologicamente a "in-castus" da cui deriva il nostro "incesto". Cultura storia e costume hanno volta per volta differentemente definito ciò che dovevasi considerare casto, piuttosto che il suo contrario.
È importante sottolineare che bi-curiosità, etero-curiosità e omo-curiosità si distinguono dalla bisessualità perché sono comportamenti occasionali, cioè di interesse sessuale raro nei confronti del genere sessuale che ordinariamente non si considera. Proprio per questa loro prerogativa, non è corretto annoverarli tra gli orientamenti sessuali, che invece sono comportamenti persistenti e reiterati nel tempo. Infatti, non vanno confusi con forme di bisessualità, un vero e proprio orientamento sessuale, in cui a volte può anche prevalere una inclinazione o preferenza verso un genere sessuale piuttosto che un altro.
Oltre al sesso del partner, molti altri aspetti possono caratterizzare la vita sessuale degli esseri umani. Alcuni comportamenti sessuali sono considerati patologici, altri sono vietati da alcune legislazioni, altri (più o meno bizzarri, più o meno diffusi) costituiscono un esempio della varietà comportamentale umana. Il costume e la cultura definiscono volta per volta ciò che viene vietato o permesso, ciò che viene approvato o stigmatizzato come anormale.

### Elenco di pratiche sessuali
- Tantra
- Masturbazione
- Penetrazione
- Sesso orale
- Sesso anale

### Caratteristiche dei rapporti sessuali
Le caratteristiche dei rapporti sessuali variano in società e periodi storici diversi. Tra i fattori da considerare l'età del primo rapporto sessuale, la prosecuzione dell'attività sessuale in età avanzata, la frequenza dei rapporti sessuali, ecc..